# Джаван да Сілва Феррейра
Джаван да Сілва Феррейра (порт. Djavan da Silva Ferreira, нар. 31 грудня 1987, Серрінья), відомий як просто Джаван, — бразильський футболіст, лівий захисник португальського клубу «Морейренсе».

## Ігрова кар'єра
У дорослому футболі дебютував 2012 року виступами на батьківщині за команду «Фейренсе». Наступного року, провівши декілька матчів за інший бразильський клуб «Корінтіанс Алагоано», перебрався до Португалії, де протягом сезону грав на умовах оренди за «Академіку» (Коїмбра), здебільшого як основний лівий оборонець команди.
Першого липня 2014 року уклав контракт з лісабонською «Бенфікою», проте, не провівши у її складі жодного матчу, вже за місяць змінив команду, ставши гравцем «Браги». Протягом трьох сезонів у цій команді взяв участь у 48 іграх Прімейри.
Згодом протягом двох років захищав кольори «Шавіша», після чого 2019 року приєднався до «Морейренсе».

## Досягнення
- Володар Кубка Португалії з футболу: 2016